# Pandanus ambohitantelensis
Pandanus ambohitantelensis är en enhjärtbladig växtart som beskrevs av Huynh. Pandanus ambohitantelensis ingår i släktet Pandanus och familjen Pandanaceae.
Artens utbredningsområde är Madagaskar. Inga underarter finns listade.